# Stampa offset

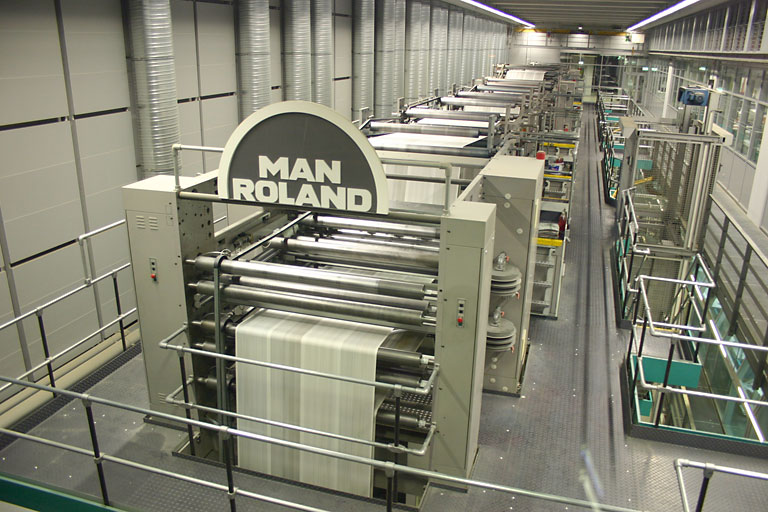
Macchina da stampa MAN Roland

La stampa offset è un processo di stampa su rulli del tipo indiretto, cioè l’immagine non è trasferita direttamente dalla lastra alla carta, ma attraverso un complesso sistema di rulli, il che permette stampe ad alta definizione e su supporti aventi superficie irregolare. Il sistema adottato è planografico (riferito al particolare sistema di stampa che utilizza matrici piane, tipiche della "fototipia"e della litografia) indiretto e si basa sul fenomeno di repulsione chimico/fisica tra acqua e inchiostro (inchiostro a base grassa che non aderisce al sottile strato d'acqua steso sulla lastra). 
Il foglio di alluminio di per sé è idrofilo (accetta l'acqua) e viene trattato in modo che i grafismi appaiano lipofili (accettano il grasso). In seguito alla scrittura dei grafismi tramite un macchinario detto CTP (Computer to Plate), mediante un raggio laser vengono "scritti" i grafismi sulla lastra facendoli risaltare. Come nella litografia, è un processo "planografico" perché i grafismi e i contrografismi sono sullo stesso piano.
A differenza della litografia: a) anziché essere di pietra (litografia), la matrice è costituita da un sottile foglio di alluminio il quale, opportunamente trattato, si comporta come una pietra litografica; inoltre, b) è un metodo definito "indiretto" in quanto la stampa non avviene direttamente dalla matrice metallica sul foglio di carta (ovvero la lastra montata sul cilindro portalastra non viene a diretto contatto con il supporto), ma tramite un tessuto gommato, detto caucciù, il quale raccoglie l'immagine inchiostrata dalla matrice per trasferirla a sua volta sulla carta.
Il procedimento è stato inventato nel 1875 da Robert Barclay per quanto riguarda la stampa su stagno; nel 1904 fu adattato alla stampa su carta da Ira Washington Rubel. Successivamente venne perfezionato soprattutto da tedeschi e inglesi, al punto da rendere via via obsoleto il procedimento, precedentemente in uso, della zincotipia.

## Caratteristiche
L'offset è una tecnica di stampa basata fondamentalmente sullo stesso principio della litografia (esiste anche una tecnica dry offset o offset a secco, molto meno diffusa che utilizza matrici a rilievo). Anziché stampare il foglio a contatto diretto con la pietra o la lastra di alluminio microgranito, la stampa avviene attraverso l'impiego di tre cilindri a contatto tra loro.
Si tratta quindi di una stampa indiretta: ciò significa che la stampa non avviene, come negli altri tipi di stampa di tipo diretto, trasferendo direttamente l'inchiostro dalla lastra (matrice) al supporto, ma avviene con l'inchiostro che viene riportato dalla lastra litografica al caucciù e da questo alla carta.
I vantaggi principali della stampa offset sono: 
- l'estrema definizione e l'alta risoluzione data dal principio di repulsione acqua-olio (es: la gocciolina di olio in acqua è una sfera perfetta)
- il cilindro di caucciù permette di mantenere un'elevata qualità di stampa anche su supporti non perfettamente lisci rendendolo un sistema ideale per stampare ogni tipo di carta.

Esistono però anche degli svantaggi:
- bassa coprenza degli inchiostri: non è possibile trasferire molto inchiostro, che deve essere sempre in equilibrio con la soluzione acquosa; aumentare l'inchiostro significa quindi aumentare anche l'acqua con tutti i problemi che ne possono derivare per toglierla.
- stress del materiale: il gruppo stampa offset (cilindri inchiostratori, cilindro per la bagnatura, cilindro della matrice, cilindro di caucciù e di contropressione), a parità di dimensioni è tra i più pesanti fra i gruppi stampa e pertanto esercita una maggiore pressione sul supporto che, soprattutto se delicato, può risentire di questo stress. Materiali più delicati, per esempio i film plastici, non sono fra i più adatti per la stampa offset. Per i film plastici è più consigliabile una stampa di tipo flessografico.

Le macchine offset si dividono in due famiglie: 
- macchine a foglio (offset-piana); dotate di una buona flessibilità gestionale e di alta qualità di stampa, soffrono di alti costi di gestione e bassa produttività.
- macchine a bobina (roto-offset); forniscono stampati di qualità sensibilmente inferiore, ma posseggono maggior produttività e minori costi di gestione rapportati alla produzione.

## La macchina da stampa offset - piana

### Componenti

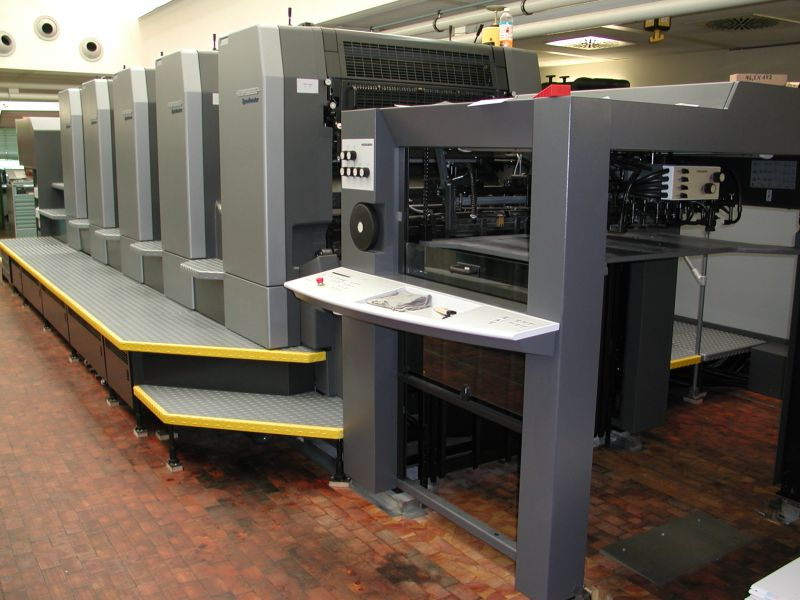
Una Heidelberg Speedmaster 102 con in primo piano il mettifoglio

I componenti della macchina da stampa sono:
- il mettifoglio o sbobinatore,
- il calamaio (alimentazione per l'inchiostro),
- il gruppo di macinazione (formato da rulli che trasportano l'inchiostro dal calamaio alla lastra ed eseguono la macinatura dell'inchiostro, rendendolo più fluido ed eliminando eventuali grumi); l'ultimo rullo del gruppo di macinazione, cioè quello a contatto con la lastra e che trasferisce l'inchiostro alla stessa, è il rullo inchiostratore,
- il cilindro porta lastra,
- i rulli bagnatori (che bagnano la lastra),
- il cilindro porta-caucciù (riceve l'immagine dalla lastra e la riporta sul foglio di carta),
- il cilindro di contropressione (che fornisce la pressione adeguata in base allo spessore della carta),
- l'uscita stampati.

### Funzionamento
L'inchiostro viene introdotto nel calamaio (6 nella figura a destra) e da qui passa al gruppo di macinazione (7), formato da numerosi rulli di diverso diametro che ruotando rendono fluido l'inchiostro stesso. Alcuni di questi rulli hanno anche un movimento trasversale, che consente di rendere uniforme la distribuzione dell'inchiostro sui rulli e poi sulla lastra.
La lastra è avvolta su un cilindro (1) e viene toccata prima dai rulli bagnatori (5) e poi dai rulli inchiostratori. I primi vi trasferiscono un velo di acqua di bagnatura, generalmente una soluzione di acqua e additivo preferibilmente anche con alcol isopropilico, i secondi l'inchiostro. L'acqua bagna solo le zone senza grafismo, in quanto quest'ultimo è idrorepellente. Gli inchiostri, che sono grassi, aderiscono solo alla parte asciutta della lastra (grafismo), mentre non aderiscono alla parte della lastra bagnata dall'acqua. L'acqua di bagnatura (4) serve quindi a definire con precisione i contorni dei grafismi(9). 
Il rapporto fra acqua di bagnatura e inchiostro non è costante, varia ovviamente in funzione di altri parametri come la velocità di trasferimento. È fondamentale che il rapporto sia equilibrato e questo richiede notevole padronanza del processo da parte degli operatori.
La lastra trasferisce quindi le immagini (10)sul telo di caucciù (2), che riceve l'inchiostro ma non l'acqua, il quale trasferisce la stampa sul foglio (8) con l'ausilio del cilindro di contropressione (3).
Questo metodo è anche chiamato "stampa indiretta" in quanto la matrice di stampa (lastra) non entra in contatto diretto con il supporto stampato (11).
Esistono vari modelli di macchine per la stampa offset: quella cilindrica a foglio è la più diffusa e disponibile in diversi modelli in grado di stampare su diversi formati di carta, dal 25x35 centimetri al 140×200.
L'inserimento del foglio in macchina avviene attraverso un apparato, chiamato mettifoglio, costituito da una serie di aspiratori che alzano il foglio, staccandolo dai sottostanti, e lo pongono su un piano di scorrimento.
Su quest'ultimo, il foglio viene posizionato grazie a una squadra per consentire poi alle pinze del cilindro di pressione di agganciarlo, sempre nel medesimo punto.
L'operazione serve per assicurare che la stampa avvenga, per tutti i fogli, a una distanza costante e univoca: il cosiddetto "registro" (la parte "presa" dalle pinze non può essere chiaramente stampata, cosa di cui bisogna tener conto nella progettazione grafica del prodotto da stampare).

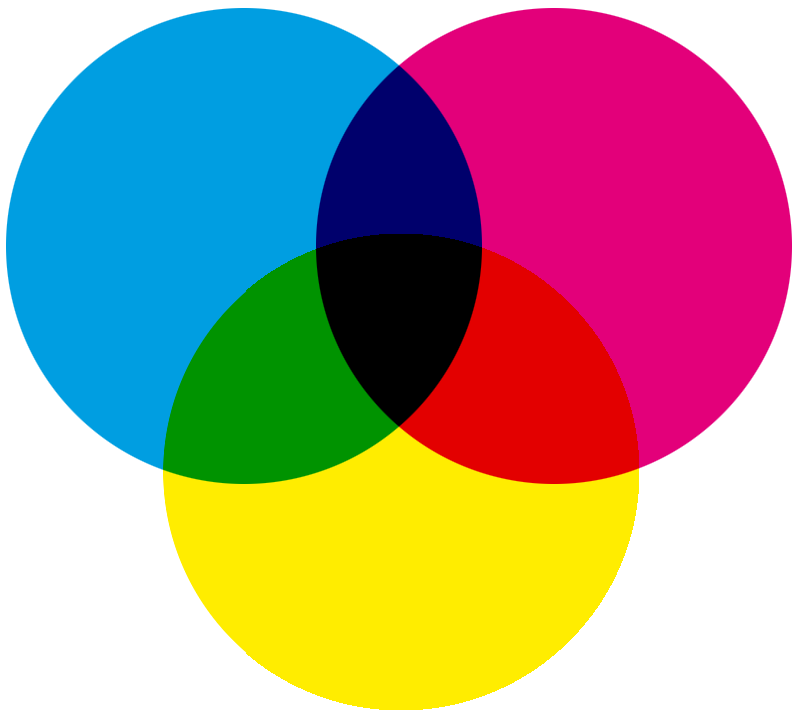
CMYK

La maggior parte delle macchine offset possono stampare a più colori (di solito 4 o 5) e se il metodo dei "tre cilindri" era descrittivo per un colore, all'aumentare dei colori aumentano anche i cosiddetti "castelli di stampa" o "gruppi". Ovvero la struttura in grado di stampare un colore per volta. Esistono anche macchine piane con sistema di voltura che consentono di stampare 8 colori, quattro colori CMYK su un lato (bianca) e quattro sull'altro (volta), ma esistono anche macchine con 10 "gruppi"  e voltura in cui due vengono usate per la vernice di sovrastampa o per colori Pantone. Il foglio viene voltato automaticamente dalla macchina.
Nelle macchine attuali molte operazioni sono state automatizzate: tra queste i cambi di formato e lastra, il lavaggio e la regolazione degli inchiostri tramite sofisticate centraline di controllo.

## Altri tipi di macchine offset
Oltre alla tradizionale macchina offset-piana descritta, e alla roto-offset accennata, esistono altri due tipi usati in funzione dei prodotti grafici da ottenere e della loro qualità:
- macchine da stampa waterless; utilizzano forme da stampa speciali che non richiedono la bagnatura dei contrografismi della forma. Questa macchina è principalmente alimentata a foglio, ma ne esistono anche versioni roto-waterless a bobina.
- macchine dylitho. Sono macchine roto-offset (a bobina) utilizzate prevalentemente per la stampa di periodici, ma anche stampa commerciale e cartotecnica. A differenza della offset tradizionale il principio di stampa è diretto, poiché il trasferimento dell'inchiostro dalla forma avviene direttamente sul supporto senza passare dal rullo caucciù.